# The Girl Who Couldn't Grow Up
The Girl Who Couldn't Grow Up è un film muto del 1917 diretto da Harry A. Pollard. Il regista firmò anche la sceneggiatura del film, una commedia - considerata oggigiorno perduta - che aveva come interpreti Margarita Fischer, John Steppling, Jean Hathaway, Jack Mower, Joe Harris.

## Trama

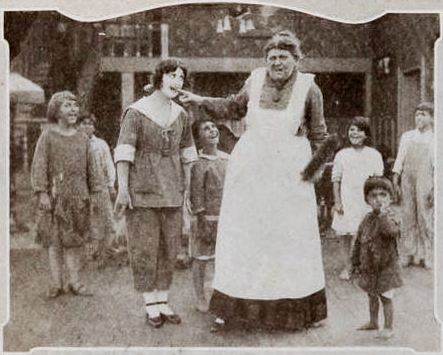
Margarita Fischer e Lule Warrenton

L'idilliaca vita di Peggy Brockman, figlia di un ricco magnate del petrolio, viene messa a soqquadro dalle nuove nozze di suo padre con una vedova madre di due figlie, snob e antipatiche. La nuova signora Brockman, dopo avere letto che il panfilo di lord George Raleigh è ancorato lì vicino, fa dei progetti su un eventuale matrimonio tra l'aristocratico e una delle sue figlie. Gli manda perciò un invito a un ricevimento che si terrà nel parco della tenuta dei Brockman. Lord Raleigh, annoiato, decide di mandare al suo posto Wiggins, il maggiordomo, mentre lui se ne starà tranquillo sullo yacht.

Peggy, bandita dalla festa, per ripicca scappa da casa e si intrufola proprio a bordo dello yacht. La scapigliata giovane colpisce il lord, che ne resta incantato. Così, quando Peggy, per punizione, viene mandata in collegio, lui la segue, iscrivendosi nella sezione maschile. Una notte, per sbaglio, Peggy finisce nella stanza di Raleigh. Per evitare lo scandalo, i due fuggono insieme ma vengono presi e gettati in prigione.

Quando la famiglia Brockman, inorridita, giunge a riprendersi la ragazza, lord Raleigh rivela la sua vera identità e annuncia il suo matrimonio con Peggy.

## Produzione
La lavorazione del film, prodotto dalla Pollard Picture Plays, si svolse nell'estate 1917. Le riprese iniziarono dopo che l'attrice protagonista, Margarita Fischer, si fu ripresa San Diego da una seria malattia. La lavorazione andò per le lunghe proprio per non stancare l'attrice e l'uscita del film ne fu alla fine ritardata.

## Distribuzione
Distribuito dalla Mutual, il film uscì nelle sale statunitensi il 17 settembre 1917, conosciuto anche come The Girl Who Wouldn't Grow Up. In Danimarca fu distribuito il 17 marzo 1919 con il titolo Miss Jackies gale streger. In Francia, dopo essere uscito come Jackie, la petite fille qui ne voulait pas grandir, prese il titolo Jackie, la petite fille qui ne veut pas grandir, ridistribuito in sala il 21 maggio 1920.

### Conservazione
Non si conoscono copie ancora esistenti della pellicola che viene considerata presumibilmente perduta.
Nell'ottobre 2020, il National Film Preservation Board (NFPB) ha incluso ufficialmente il film nella sua lista di pellicole mute perdute.